# Štěměchy (tvrz)
Tvrz Štěměchy byla vodním sídlem nacházející se v obci Štěměchy v okrese Třebíč. První písemné zmínky o obci pocházejí z roku 1279. Nejstarší zmínka o tvrzi pochází z roku 1378. Do dnešních dnů se z tvrze dochovaly zbytky gotických zdí a dvou vodních příkopů, nacházející se na východním okraji obce Štěměchy, u bývalého panského dvora. Tvrz byla využívána do konce 16. století, kdy ji koupili Valdštejnové z Brtnice a tvrz ztratila rezidenční funkci. Tvrz ležela na Haberské stezce.

## Historie
Tvrz ve 13. století patrně založil rod Hechtů z Rosic. Jako první z majitelů tvrze se v roce 1378 uvádí Adam ze Štěměch, když na tvrzi zapsal své manželce Lunetě 100 kop věna. Následující majitel vsi a tvrze Jošt Tluksa z Božejova v roce 1386 majetek prodal tehdejšímu nejvyššímu purkrabímu hradu Vranov, Petru Hechtovi z Rosic, který sídlil v Heralticích. Tak se Štěměchy přiřadily k heraltickému panství. Po majiteli Joštovi Hechtovi z Rosic, o kterém jsou zmínky roku 1407, tvrz přešla do majetku Vzňata, který tvrz díky vrcholícím sporům mezi rodem Hechtů a rokštejnskými Valdštějny, vlastnil jen pár měsíců. Roku 1408 vpadl na tvrz Hynek z Valdštejna a pobořil ji. Po následujících soudních sporech byla tvrz vrácena Hechtům, kteří ji obnovili. Po vymření Hechtů roku 1453 se jejich veškerého majetku zmocnil král Jiří z Poděbrad, který jejich majetek věnoval těšínskému knížeti Přemkovi, který také vlastnil nedalekou ves Předín. Roku 1464 tvrz získal Oldřich z Miličína, který byl věrný králi Jiřímu z Poděbrad v pomoci proti Matyášovi Korvínovi.
Roku 1468 se střetla vojska Jiřího z Poděbrad s vojsky rakouského arcivévody Fridricha III. Na straně arcivévody stál i Matyáš Korvín. Na straně českého krále byl i tehdejší majitel tvrze Oldřich. Královská vojska bitvu prohrála a tak ves i tvrz Štěměchy připadla stoupenci Matyáše Korvína, Jindřichu Hradskému z Telče. Po smrti Matyáše Korvína byla tvrz i obec navrácena Oldřichovu synovi Přibíkovi z Miličína, který sídlil v Heralticích. Jeho nástupce, syn Oldřich II. z Miličína v roce 1505 prodal tvrz pánům z Valdštejna. Tím tvrz přešla k brtnickému panství, čímž ztratila svou sídelní funkci a zpustla.

## Stavební podoba a situace
Díky dodnes dochovaným pozůstatkům je patrný kruhový půdorys o průměru přibližně 45–50 metrů, který je částečně ohraničen dvěma vodními příkopy. Oba příkopy byly 12 až 14 metrů široké a 8 metrů hluboké. Oba byly napuštěny vodou ze soustavy rybníků nad tvrzí. Poblíž tvrze se nacházela i vysoká hráz. Nad tvrzí se pak nacházely hospodářské budovy přilehlého dvora. Na hradby se napojuje věž s lichoběžníkovým půdorysem, nejdelší strana věže měří 7,1 metrů. Nejspíše šlo o vícepatrovou obytnou věž. V centru kruhových hradeb se nacházela druhá, obranná věž. Věž je obehnána širokým valem. Tvrz byla situována na nejnižším plochém místě obce na trase Haberské cesty, která byla jednou z hlavních cest spojující Čechy a Moravu. Cesta vedla z Kolína do Znojma.

## Zajímavosti
Jsou dochovány zbytky nadzemního zdiva, část strážní věže. Obytná věž byla nešetrně nahrazena přístřeškem. Konají se zde pravidelně různé kulturně-historické akce. Tvrz je volně přístupná a je památkově chráněna.